# Đại ca học đường: Thời trung học dữ dội
Đại ca học đường: Thời trung học dữ dội (tên gốc tiếng Anh: Middle School: The Worst Years of My Life) là một phim điện ảnh hài Mỹ dành cho gia đình ra mắt năm 2016 do Steve Carr đạo diễn và biên kịch bởi Chris Bowman, Hubbel Palmer và Kara Holden dựa trên cuốn tiểu thuyết ăn khách cùng tên năm 2011 của James Patterson và Chris Tebbetts. Phim có sự tham gia của Griffin Gluck, Lauren Graham, Rob Riggle, Retta, Thomas Barbusca, Andy Daly và Adam Pally, theo chân những cô cậu học sinh trung học đang cố gắng phá bỏ những nội quy hà khắc do gã hiệu trưởng hống hách tạo ra. Ở Việt Nam, Đại ca học đường: Thời trung học dữ dội được công chiếu ngày 21 tháng 10 năm 2016.
Công việc quay phim chính bắt đầu từ ngày 21 tháng 11 năm 2015 tại Atlanta, Georgia, Mỹ. Lionsgate ra mắt phim điện ảnh vào ngày 7 tháng 10 năm 2016. Phim nhận được nhiều ý kiến khác nhau từ cả giới phê bình lẫn người xem và đã thu về hơn 20 triệu USD.

## Diễn viên
- Griffin Gluck vai Rafe Khatchadorian
- Lauren Graham vai Jules Khatchadorian
- Rob Riggle vai Carl "Bear"
- Retta vai Ida Stricker
- Thomas Barbusca vai Leo Khatchadorian
- Andy Daly vai Hiệu trưởng Ken Dwight
- Adam Pally vai Ông Teller
- Jacob Hopkins vai Miller
- Alexa Nisenson vai Georgia Khatchadorian
- Isabela Moner vai Jeanne Galletta
- Efren Ramirez vai Gus
- Isabella Amara vai Heidi
- James Patterson vai James
- Angela Oh vai Hwang

## Phát hành
CBS Films chịu trách nhiệm phân phối phim thông qua một hợp đồng cộng tác với Lionsgate. Phim được phát hành vào ngày 7 tháng 10 năm 2016 tại Mỹ. Ở Việt Nam, Đại ca học đường: Thời trung học dữ dội được công chiếu ngày 21 tháng 10 năm 2016 qua công ty CGV.

### Doanh thu phòng vé
Tại Mỹ và Canada, Đại ca học đường: Thời trung học dữ dội được dự định là sẽ thu về 8–10 triệu USD từ 2822 rạp phim trong tuần lễ ra mắt. Cuối cùng phim chỉ thu về 6.9 triệu USD, đứng thứ 7 về doanh thu phòng vé trong tuần lễ mở đầu. Tới nay phim đã đạt doanh thu 23,3 triệu USD so với kinh phí đầu tư 8.5 triệu USD, tạo nên một thành công khá tương đối cho phim.

### Đánh giá chuyên môn
Đại ca học đường: Thời trung học dữ dội nhận được nhiều ý kiến khác nhau từ giới chuyên môn. Trên hệ thống tổng hợp kết quả đánh giá Rotten Tomatoes, phim đạt lượng đánh giá 53%, dựa trên 32 nhận xét, với đánh giá trung bình vào mức 5.3/10. Metacritic có lượng đánh giá trung bình cho phim vào khoảng 51 trên 100, dựa trên 13 nhà phê bình. Đánh giá của khán giả trên trang CinemaScore với điểm "A–" trên thang A+ đến F.

### Phương tiện tại gia
Phim được phát hành trên DVD và Blu-ray vào ngày 3 tháng 1 năm 2017.

## Phim tiếp nối
Ngày 3 tháng 10 năm 2016, James Patterson thông báo rằng anh đang phát triển phần tiếp nối của phim.